# Recorde de distância em tiros de Sniper

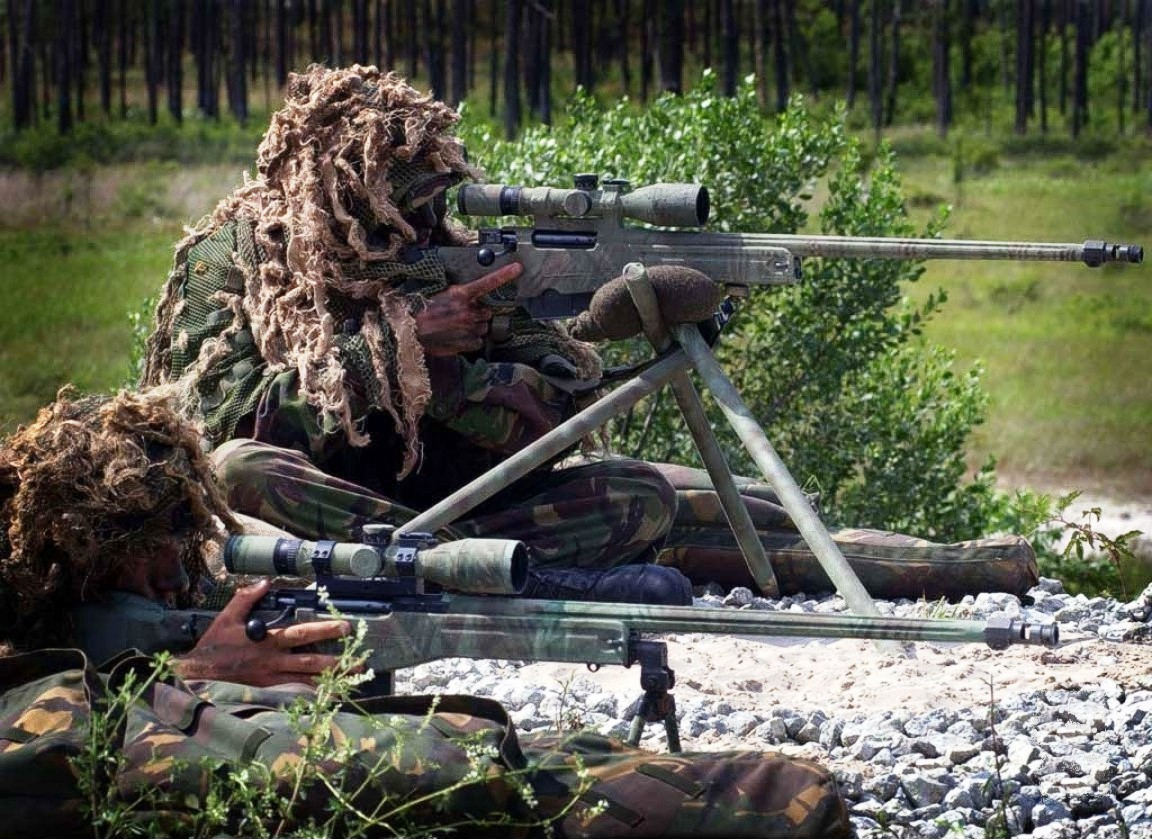
Royal Marine atiradores de elite com a arma L115A1. Estas armas são semelhantes ao L115A3 Rifle de Longo Alcance, usado por Craig Harrison, mas equipado com Schmidt & Bender 3-12x50 PM II mira telescópica.

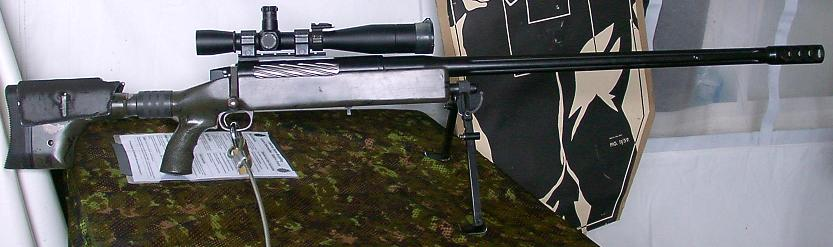
O McMillan Tac-50 rifle Corporal Rob Furlong utilizado.

Relatórios sobre o recorde de distância em tiro de sniper que contêm informações sobre a distância de disparo e a identidade do atirador foram apresentadas ao público em geral, desde 1967. Os atiradores de elite na guerra moderna tiveram uma história significativa após o desenvolvimento de armas de longa distância. Como armas, munições e ajudas para determinar balísticas soluções de melhoria, assim também fez a distância a partir da qual se pode atingir um alvo. Em novembro de 2023, foi estabelecido um novo recorde mundial para o tiro de sniper mais longo. Um atirador de elite do Serviço de Segurança da Ucrânia (SBU) atingiu um soldado russo a uma distância de 3,8 quilômetros durante a invasão russa da Ucrânia. O tiro foi realizado com o rifle ucraniano MAYAK "Lord of the Horizon", um rifle anti-material de tiro único calibrado em 12.7x114mm